# Cathorops steindachneri
Cathorops steindachneri är en fiskart som först beskrevs av Gilbert och Starks, 1904.  Cathorops steindachneri ingår i släktet Cathorops och familjen Ariidae. IUCN kategoriserar arten globalt som otillräckligt studerad. Inga underarter finns listade i Catalogue of Life.